# 罗伊特林根
罗伊特林根（德語：Reutlingen，發音：[ˈʁɔʏtlɪŋən] ⓘ）是德国巴登-符腾堡州蒂宾根行政区罗伊特林根县的城市，也是罗伊特林根县的县治，面积87.04平方千米，2023年12月31日人口为118,528人。
罗伊特林根位于德国西南角，紧邻施瓦本山，故常被称为“通往施瓦本山之门”（Tor zur Schwäbischen Alb）。
作为曾经的帝国自由城市（至1802年）和符腾堡的县治级城市，罗伊特林根的人口数在1989年超过10万，成为巴登-符腾堡州的第9个大城市。如今罗伊特林根是巴登-符腾堡州的第9大城市，也是符腾堡的第4大城市，次于斯图加特、海尔布隆和乌尔姆。

## 友好城市
- 瑞士 阿劳（1986年）
- 布瓦凯（1970年）
- 杜尚别（1990年）
- 英格兰 埃爾斯米爾港（1966年）
- 美国 雷丁（1998年）
- 法國 罗阿讷（1958年）
- 匈牙利 索尔诺克（1990年）